# Adèle Amelot
Adèle Amelot-Schmitz (Luik, 1896 – Gent, 1985) is een Belgische Rechtvaardige onder de Volkeren.
Zij was de echtgenote van Fernand Amelot (Gent, 1896 – Gent, 1966), een Belgische officier en zoon van Alfred Amelot.
Tijdens de Tweede Wereldoorlog werd haar echtgenoot door de nazi's opgevorderd om te werken in nazi-Duitsland. Amelot voedde haar twee kinderen op, en ving zonder enige financiële hulp in 1943 het Joodse jongetje Emmanuel Wolf op, dat door een buurman was gered toen de Duitsers zijn familie arresteerden. Emmanuels familie stierf in het concentratiekamp van Auschwitz. Amelot ving de jongen op tot een tante hem enkele maanden na het einde van de oorlog kwam ophalen.
Op 31 oktober 1966 verleende het Jad Wasjem Amelot de titel Rechtvaardige onder de Volkeren.